# 李福 (宰相)
李福（?—?），字能之，唐朝宗室，襄邑恭王李神符五世孫，李石之弟。
唐宣宗任宣武軍節度使，入遷戶部尚書。
唐懿宗時任劍南西川節度使，同中書門下平章事。
唐僖宗時任山南東道節度使，協助荊南軍防守。

## 生平
文宗大和時，及第進士。楊嗣復領劍南，辟幕府。崔鄲輔政，兼集賢殿大學士，引為校理。調藍田尉。後來李石當國，推薦弟弟李福可任治人，繇監察御史至戶部郎中，累歷州刺史，進諫議大夫。
宣宗大中時，党項羌震擾，議者以將臣貪牟產虜怨，議擇儒臣治邊。乃授李福夏綏節度使，宣宗臨軒諭遣。李福以善政聞，徙鎮鄭滑，再遷兵部侍郎，判度支，出為宣武軍節度使，入遷戶部尚書。
懿宗咸通五年（864年），會蠻侵蜀，詔李福持節宣撫，即拜劍南西川節度使，同中書門下平章事。與蠻戰敗績，貶蘄王傅，分司東都。
僖宗乾符三年（876年），以檢校尚書左僕射就拜留守，改山南東道節度使。
四年（877年），王仙芝寇山南，李福團訓鄉兵，邀險須之。賊不敢入，轉略岳州、鄂州，以逼江陵。荊南節度使楊知溫不敵，求援於李福。李福乃自將州兵，率沙陀壯騎五百赴之。當時，王仙芝已到達江陵城廓的羅城，聽到李福來援，掠江陵而去，屠殺了江陵城的近十万户平民。
以勞檢校司空、同中書門下平章事。還朝，以太子太傅卒。